# Jingdong Zhang
Jingdong Zhang (født 2. juni 1968 i Kina, død 9. januar 2020) var en dansk-kinesisk kemiker og professor  ved Institut for Kemi på Danmarks Tekniske Universitet, der forskede i elektrokemi.
Hun er uddannet kandidat i 1992 fra Shanghai University i anvendt kemi og læste herefter en ph.d., som hun fik fra Changchun Institute of Applied Chemistry (CIAC), Chinese Academy of Sciences. Hun blev ansat ved Exploratory Research for Advanced Technology på Kyushu Universitet i Japan, hvor hun arbejdede med elektrokemiskopi.
I 1998 blev hun ansat på DTU Kemi og i 2009 blev hun lektor samme sted. Hun blev udnævnt til professor i 2016.
Zhang var medlem af Danmarks Naturvidenskabelige Akademi, Akademiet for de Tekniske Videnskaber og International Society of Electrochemistry.
Hun sad i redaktionen på det videnskabelige tidsskrift ChemElectroChem.

## Udvalgte publikationer
- "Side Effect of Good's Buffers on Optical Properties of Gold Nanoparticle Solutions", Christian Engelbrekt, Michal Wagner, Mikkel Undall-Behrend Christiansen, Hans Erik Mølager Christensen, Xiuzhen Qian, Jens Ulstrup, Chongjun Zhao, Jingdong Zhang, ChemElectroChem 2016, 3, 1212–1218. https://doi.org/10.1002/celc.201600135
- "Characterizing the Kinetics of Nanoparticle-Catalyzed Reactions by Surface-Enhanced Raman Scattering"; Virginia Joseph, Christian Engelbrekt, Jingdong Zhang, Ulrich Gernert, Jens Ulstrup, Janina Kneipp, Angew. Chem. Int. Ed. 2012, 51, 7592–7596. https://doi.org/10.1002/anie.201203526
- "Green synthesis of gold nanoparticles with starch–glucose and application in bioelectrochemistry"; Christian Engelbrekt, Karsten H. Sørensen, Jingdong Zhang, Anna C. Welinder, Palle S. Jensen, Jens Ulstrup, J. Mater. Chem. 2009, 19, 7839. https://doi.org/10.1039/b911111e
- "Single-Molecule Electron Transfer in Electrochemical Environments"; Jingdong Zhang, Alexander M. Kuznetsov, Igor G. Medvedev, Qijin Chi, Tim Albrecht, Palle S. Jensen, Jens Ulstrup, Chem. Rev. 2008, 108, 2737–2791. https://doi.org/10.1021/cr068073+
- "Hydrogen Evolution on Supported Incomplete Cubane-type [Mo3S4]4+ Electrocatalysts"; Thomas F. Jaramillo, Jacob Bonde, Jingdong Zhang, Bee-Lean Ooi, Klas Andersson, Jens Ulstrup, Ib Chorkendorff, J. Phys. Chem. C 2008, 112, 17492–17498. https://doi.org/10.1021/jp802695e
- "Adsorption and In Situ Scanning Tunneling Microscopy of Cysteine on Au(111): Structure, Energy, and Tunneling Contrasts"; Renat R. Nazmutdinov, Jingdong Zhang, Tamara T. Zinkicheva, Ibragim R. Manyurov, Jens Ulstrup, Langmuir 2006, 22, 7556–7567. https://doi.org/10.1021/la060472c